# Монгоче
Монгоче — река в Красноярском крае, левый приток Енисея (на 96-м км). Длина реки — 18 км (с Правым Монгоче — 70 км). Площадь водосборного бассейна — 1030 км².
Начинается от слияния Правого Монгоче и Левого Монгоче на высоте 5 м нум.
По данным государственного водного реестра России относится к Енисейскому бассейновому округу.
- Код водного объекта 17010800412116100114669[2].